# Crassula sebaeoides
Crassula sebaeoides (лат.) — вид однолетних растений рода Толстянка (Crassula) семейства Толстянковые (Crassulaceae), естественно произрастающий на территории Капской провинции Южно-Африканской Республики.

## Название
Родовое латинское название Crassula происходит от латинского слова crassus, — «толстый», в основном из-за присутствия у растений этого рода сочных листьев.
Видовой латинский эпитет sebaeoides происходит от названия рода Sebaea (Горечавковые) и греческого суффикса -oides, — «напоминающий».

## Ботаническое описание
Однолетние прямостоячие растения, голые, разветвленные, высотой до 8 см. Листья размером 5–12 x 2–4 мм, плоские, от ланцетных до эллиптических, зеленые, с тупым концом.
Тип соцветия – тирсы, преимущественно с одиночным дихазием. Цветки: чашелистики до 2 мм, эллиптические, тупые; венчик трубчатый, лепестки у основания коротко сросшиеся, желтые, обратноланцетные, до 5 мм, острые; пыльники желтые.
Время цветения: весна.

## Таксономия
Crassula sebaeoides (Eckl. & Zeyh.) Toelken, первое упоминание в J. S. African Bot. 41: 118 (1975).

### Синонимы
Гомотипные (основанные на одном и том же номенклатурном типе):
- Dinacria sebaeoides (Eckl. & Zeyh.) Schönland (1897)
- Grammanthes sebaeoides Eckl. & Zeyh. (1837)